# Rublă belarusă
Rublă belarusă (cod ISO 4217: BYR) este unitatea monetară oficială a Belarusului. Subunitatea rublei este copeica (1 rublă belarusă = 100 copeici).
De la 1 iulie 2016, a fost introdusa noua rubla belarusă la un curs de 1 rubla noua = 10.000 ruble vechi. Rubla veche si noua vor circula in paralel de la 1 iulie 2016 pana la 31 decembrie 2016. De asemenea s-a schimbat si codul ISO 4217 din BYR in BYN.

## Nume
Numele «ruble» a fost adoptat după refuzul Belarusului de la rublele sovietice la începutul anilor 1990. Apoi, o serie de figuri publice au propus "taler" ca nume pentru moneda națională , iar întrebarea a fost luată în considerare la Președinția Consiliului Suprem, dar dintre toți cei prezenți și-a expus părerea pentru taler doar Neil Gilevich .

## Istorie

#### Graficul schimbărilor din perioada 1995-2018
Schimbarea cursului valutar al dolarului SUA în raport cu rublele din Belarus în perioada 1995-2018 (ratele sunt date la data de 31 decembrie a fiecărui an, în acest an la sfârșitul lunii care sa încheiat (în prezent, 30 aprilie 2018), cifrele până în 1999 inclusiv sunt date ținând cont de valoarea anului 2000;după - luând în considerare valoarea din 2016 .

## Monede

### Prima serie, 2016
De la 1 iulie 2016, pentru prima dată în istoria rublei belaruse, în legătură cu denominația, au fost puse în circulație monede. Anterior, Belarus a fost una dintre puținele țări din lume în care au fost emise numai monede comemorative, care nu au fost utilizate în circulație.
|  |  | 1 ban   | 15    | 1.25 | 1.55 | Cupru-placat oțel                                          | Netedă               | Stema Belarusului, numele țării, anul de fabricație                              | Valoare, ornamentul care simbolizează bogăția și prosperitatea           | 2009 | 1 iulie 2016 |
|  |  | 2 bani  | 17.5  | 1.25 | 2.01 | Cupru-placat oțel                                          | Netedă               | Stema Belarusului, numele țării, anul de fabricație                              | Valoare, ornamentul care simbolizează bogăția și prosperitatea           | 2009 | 1 iulie 2016 |
|  |  | 5 bani  | 19.8  | 1.25 | 2.7  | Cupru-placat oțel                                          | Netedă               | Stema Belarusului, numele țării, anul de fabricație                              | Valoare, ornamentul care simbolizează bogăția și prosperitatea           | 2009 | 1 iulie 2016 |
|  |  | 10 bani | 17.7  | 1.80 | 2.8  | Alamă-placat oțel                                          | Zimțată              | Stema Belarusului, numele țării, anul de fabricație                              | Valoare, ornamentul care simbolizează fecunditatea și forța vitală       | 2009 | 1 iulie 2016 |
|  |  | 20 bani | 20.35 | 1.85 | 3.7  | Alamă-placat oțel                                          | Zimțată              | Stema Belarusului, numele țării, anul de fabricație                              | Valoare, ornamentul care simbolizează fecunditatea și forța vitală       | 2009 | 1 iulie 2016 |
|  |  | 50 bani | 22.25 | 1.55 | 3.95 | Alamă-placat oțel                                          | Zimțată              | Stema Belarusului, numele țării, anul de fabricație                              | Valoare, ornamentul care simbolizează fecunditatea și forța vitală       | 2009 | 1 iulie 2016 |
|  |  | 1 rublă | 21.25 | 2.3  | 5.6  | Nichel-placat oțel                                         | Zimțată              | Stema Belarusului, numele țării, anul de fabricație                              | Valoare, ornamentul care simbolizează căutarea fericirii și a libertății | 2009 | 1 iulie 2016 |
|  |  | 2 ruble | 23.5  | 2.0  | 5.81 | Alamă-placat oțel inel cu o nichel-placă centrală din oțel | Exprimat prin litere | Stema Belarusului, numele țării, anul fabricației, împărțit de ornamentul Bahach | Valoare, ornamentul care simbolizează căutarea fericirii și a libertății | 2009 | 1 iulie 2016 |

### Monede comemorative
Belarus este un mare producător de monede comemorative pentru piața numismatică, în special monedele de aur și argint și mandatul legal necirculat. Primele monede din Republica Belarus au fost emise la 27 decembrie 1996. Proiectele lor variază de la un loc obișnuit la unic și inovatoare; temele variază de la "cultura și evenimentele native" la basmele și subiectele culturale, care nu au legătură cu Belarusul deloc. Majoritatea acestor monede au o valoare nominală de 1 rublă, există și câteva denominate sub 3, 5 ruble și mai mari. Toate aceste monede sunt considerate noutăți și sunt puțin probabil să fie văzute în circulația generală.

## Bancnote

### -2022
| Seria 1992-1999                                   | Seria 1992-1999  | Seria 1992-1999  | Seria 1992-1999 | Seria 1992-1999         | Seria 1992-1999                                 | Seria 1992-1999                                                          | Seria 1992-1999    | Seria 1992-1999 | Seria 1992-1999 |
| Imagine                                           | Imagine          | Valoare nominală | Dimensiuni (mm) | Culoarea principală     | Descriere                                       | Descriere                                                                | Data               | Data            | Data            |
| Partea din față                                   | Partea din spate | Valoare nominală | Dimensiuni (mm) | Culoarea principală     | Partea din față                                 | Partea din spate                                                         | administrare       | sigiliu         | retragere       |
| ------------------------------------------------- | ---------------- | ---------------- | --------------- | ----------------------- | ----------------------------------------------- | ------------------------------------------------------------------------ | ------------------ | --------------- | --------------- |
|                                                   |                  | 50 bani          | 105×53          | roz roșu                | imagine a veveriței rosii                       | imagine Pahonia                                                          | 25 mai 1992        | 1992            | 1 ianuarie 2001 |
|                                                   |                  | 1 rublă          | 105×53          | albastru-verde albastru | imaginea rulează iepurele european              | imagine Pahonia                                                          | 25 mai 1992        | 1992            | 1 ianuarie 2001 |
|                                                   |                  | 3 ruble          | 105×53          | verde portocaliu        | imaginea Brebului                               | imagine Pahonia                                                          | 25 mai 1992        | 1992            | 1 ianuarie 2001 |
|                                                   |                  | 5 ruble          | 105×53          | albastru roz            | imaginea lupului cenușiu                        | imagine Pahonia                                                          | 25 mai 1992        | 1992            | 1 ianuarie 2001 |
|                                                   |                  | 10 ruble         | 105×53          | verde portocaliu        | imaginea râsului                                | imagine Pahonia                                                          | 25 mai 1992        | 1992            | 1 ianuarie 2001 |
|                                                   |                  | 25 ruble         | 105×53          | roșu cafeniu            | imaginea elanului                               | imagine Pahonia                                                          | 25 mai 1992        | 1992            | 1 ianuarie 2001 |
|                                                   |                  | 50 ruble         | 105×53          | violet roz              | imaginea ursului-baribal                        | imagine Pahonia                                                          | 25 mai 1992        | 1992            | 1 ianuarie 2001 |
|                                                   |                  | 100 ruble        | 105×53          | cafeniu murg            | imaginea zimbrului                              | imagine Pahonia                                                          | 25 mai 1992        | 1992            | 1 ianuarie 2001 |
|                                                   |                  | 200 ruble        | 105×53          | albastru cafeniu        | Piața gării (Minsk)                             | imagine Pahonia                                                          | 8 decembrie 1992   | 1992            | 1 ianuarie 2001 |
|                                                   |                  | 500 ruble        | 105×53          | violet                  | Piața Victoriei (Minsk)                         | imagine Pahonia                                                          | 8 decembrie 1992   | 1992            | 1 ianuarie 2001 |
|                                                   |                  | 1000 ruble       | 105×53          | verde albastru roz      | Academia Națională de Științe din Belarus       | imagine Pahonia                                                          | 3 noiembrie 1993   | 1992            | 1 ianuarie 2001 |
|                                                   |                  | 1000 ruble       | 110×60          | verde albastru roz      | Academia Națională de Științe din Belarus       | imagine mare a numărului «1000»                                          | 16 septembrie 1998 | 1998            | 1 ianuarie 2001 |
|                                                   |                  | 5000 ruble       | 105×60          | roz violet-deschis      | Suburbia Trinity în Minsk                       | imaginea stemului «Pahonia»                                              | 7 aprilie 1994     | 1992            | 1 ianuarie 2001 |
|                                                   |                  | 5000 ruble       | 110×60          | roz violet-deschis      | Suburbia Trinity în Minsk                       | imagine mare a numărului «5000»                                          | 16 septembrie 1998 | 1998            | 1 ianuarie 2001 |
|                                                   |                  | 20 000 ruble     | 150×69          | portocaliu verde        | Banca Națională a Republicii Belarus            | imaginea stemului «Pahonia»                                              | 28 decembrie 1994  | 1994            | 1 ianuarie 2001 |
|                                                   |                  | 50 000 ruble     | 150×69          | galben cafeniu          | Poarta lui Kholm                                | Memorialul «Fortăreața Brest»                                            | 15 septembrie 1995 | 1995            | 1 ianuarie 2001 |
|                                                   |                  | 100 000 ruble    | 150×69          | sur                     | Teatrul de Operă și Balet din Republica Belarus | scena din balet «Выбранніца» («Aleasa») Evgheni Glebov                   | 17 octombrie 1996  | 1996            | 1 ianuarie 2001 |
|                                                   |                  | 500 000 ruble    | 150×69          | roșu                    | Palatul Culturii Sindicatelor (Minsk)           | sculpturi                                                                | 1 decembrie 1998   | 1998            | 1 ianuarie 2001 |
|                                                   |                  | 1 000 000 ruble  | 150×69          | albastru                | Muzeul Național de Artă al Republicii Belarus   | fragment al imaginii Ivan Khrutsky «Portretul soției cu flori și fructe» | 30 aprilie 1999    | 1999            | 1 ianuarie 2001 |
|                                                   |                  | 5 000 000 ruble  | 150×69          | violet                  | Palatul Sportului (Minsk)                       | complexul sportiv «Raubichi»                                             | 6 septembrie 1999  | 1999            | 1 ianuarie 2001 |
| Scara de imagini este de 1,0 pixeli pe milimetru. |                  |                  |                 |                         |                                                 |                                                                          |                    |                 |                 |

### Bancnotele anului 2000
| Seria din anul 2010                       | Seria din anul 2010 | Seria din anul 2010      | Seria din anul 2010 | Seria din anul 2010 | Seria din anul 2010                                          | Seria din anul 2010                                                             | Seria din anul 2010 | Seria din anul 2010 |
| Imagine                                   | Imagine             | Valoare nominală (ruble) | Dimensiuni (mm)     | Culoarea principală | Descriere                                                    | Descriere                                                                       | Dată                | Dată                |
| Partea din față                           | Partea din spate    | Valoare nominală (ruble) | Dimensiuni (mm)     | Culoarea principală | Partea din față                                              | Partea din spate                                                                | administrare        | retragere           |
| ----------------------------------------- | ------------------- | ------------------------ | ------------------- | ------------------- | ------------------------------------------------------------ | ------------------------------------------------------------------------------- | ------------------- | ------------------- |
|                                           |                     | 1 rublă                  | 110×60              | verde               | Academia Națională de Științe din Belarus                    | imaginea mare a numărului «1»                                                   | 1 ianuarie 2000     | 1 aprilie 2003      |
|                                           |                     | 5 ruble                  | 110×60              | roz                 | Suburbia Trinity în Minsk                                    | imagine mare a numărului «5»                                                    | 1 ianuarie 2000     | 1 decembrie 2004    |
|                                           |                     | 10 ruble                 | 110×60              | violet              | clădire veche a Bibliotecii Naționale din Belarus            | imagine mare a numărului «10»                                                   | 1 ianuarie 2000     | 1 martie 2013       |
|                                           |                     | 20 ruble                 | 150×69              | maro-deschis        | Banca Națională a Republicii Belarus                         | Banca Națională a Republicii Belarus                                            | 1 ianuarie 2000     | 1 martie 2013       |
|                                           |                     | 50 ruble                 | 150×69              | roșu                | Porțile Kholm din Cetatea Brestului                          | Memorial «Fortăreața Brest»                                                     | 1 ianuarie 2000     | 1 iulie 2015        |
|                                           |                     | 100 ruble                | 150×69              | verde               | Teatrul de Operă și Balet din Republica Belarus              | scena din balet «Выбранніца» («Aleasa») Evgheni Glebov                          | 1 ianuarie 2000     | 1 ianuarie 2017     |
|                                           |                     | 500 ruble                | 150×74              | maro                | Palatul Culturii Sindicatelor (Minsk)                        | sculpturi                                                                       | 1 ianuarie 2000     | 1 ianuarie 2017     |
|                                           |                     | 1000 ruble               | 150×74              | albastru            | Muzeul Național de Artă al Republicii Belarus                | fragment al imaginii Ivan Khrutsky «Portretul soției cu flori și fructe» (1838) | 1 ianuarie 2000     | 1 ianuarie 2017     |
|                                           |                     | 5000 ruble               | 150×74              | violet              | Palatul Sportului (Minsk)                                    | Centrul de sport «Raubichi»                                                     | 1 ianuarie 2000     | 1 ianuarie 2017     |
|                                           |                     | 10 000 ruble             | 150×74              | roz                 | panorama Vitebskа                                            | Amfiteatru de vară în Vitebsk                                                   | 16 aprilie 2001     | 1 ianuarie 2017     |
|                                           |                     | 20 000 ruble             | 150×74              | oliv                | Palatul lui Rumyantsevs - Paskevichi în Gomel                | Palatul Gomel în secolul al XIX-lea. în imagine Adam Idźkowski                  | 21 ianuarie 2002    | 1 ianuarie 2017     |
|                                           |                     | 50 000 ruble             | 150×74              | albastru            | Complexul Castelului Mir (Regiunea Grodno)                   | colajul elementelor decorative ale castelului                                   | 20 noiembrie 2002   | 1 ianuarie 2017     |
|                                           |                     | 100 000 ruble            | 150×74              | portocaliu          | Castelul Niasviž                                             | Imaginea Napoleon Orda «Castelul Nesvizh»                                       | 15 iulie 2005       | 1 ianuarie 2017     |
|                                           |                     | 200 000 ruble            | 150×74              | verde portocaliu    | Muzeul de Artă Regional Mogilyov numit după P. V. Maslenikov | colajul elementelor decorative ale clădirii muzeului                            | 12 martie 2012      | 1 ianuarie 2017     |
| Scara de imagine 1,0 pixeli pe milimetru. |                     |                          |                     |                     |                                                              |                                                                                 |                     |                     |

### Bancnotele anului 2000 (modificarea din 2010)
În 2010, după adoptarea ortografiei noi, pe bancnotele de 50 de ruble și 50.000 de ruble din probele anului 2000, cuvântul pyatitsyat a început să conțină o eroare de ortografie, este corect să se scrie pyaticsya .
Pentru a alinia inscripțiile de pe aceste bancnote la noile norme de ortografie bielorusă, pe 29 decembrie 2010 au fost puse în circulație bancnotele Băncii Naționale a Republicii Belarus cu valorile nominale de 50 și 50.000 de ruble din versiunea 2000 a anului 2010. Imaginea părților din față și din spate, schema de culori și dimensiunea noilor bancnote modificate au rămas aceleași ca și în bancnotele valorii nominale corespunzătoare a probei din 2000.
| Seria din anul 2010                               | Seria din anul 2010 | Seria din anul 2010      | Seria din anul 2010 | Seria din anul 2010 | Seria din anul 2010                        | Seria din anul 2010                           | Seria din anul 2010 | Seria din anul 2010 |
| Imagine                                           | Imagine             | Valoare nominală (ruble) | Dimensiuni (mm)     | Principal culoare   | Descriere                                  | Descriere                                     | Data                | Data                |
| Partea din față                                   | Partea din spate    | Valoare nominală (ruble) | Dimensiuni (mm)     | Principal culoare   | Partea din față                            | Partea din spate                              | administrare        | retragere           |
| ------------------------------------------------- | ------------------- | ------------------------ | ------------------- | ------------------- | ------------------------------------------ | --------------------------------------------- | ------------------- | ------------------- |
|                                                   |                     | 50 ruble                 | 150×69              | roșu                | Poarta lui Holm                            | Memorial «Fortăreața Brest»                   | 29 decembrie 2010   | 1 iulie 2015        |
|                                                   |                     | 50 000 ruble             | 150×74              | albastru            | Complexul Castelului Mir (Regiunea Grodno) | colajul elementelor decorative ale castelului | 29 decembrie 2010   | 1 ianuarie 2017     |
| Scara de imagini este de 1,0 pixeli pe milimetru. |                     |                          |                     |                     |                                            |                                               |                     |                     |

### Bancnotele anului 2000 (modificarea anului 2011)
Imaginea fețelor din față și din spate, schema de culori și dimensiunea noilor bancnote modificate au rămas aceleași ca și în bancnotele denumirilor corespunzătoare ale probelor din 2000.
Bancnotele noi (cu excepția celei cu valoarea nominală de 100 de ruble) au următoarele diferențe: în loc de un fir transparent polimeric cu textul "NBRB", în hârtie este introdus un fir de securitate metalizat. La examinarea unei bancnote pe lumen, firul de securitate are forma unei benzi întunecate. De aceea bancnotele din noile probe nu sunt recunoscute de aparatele de cafea. În masa bancnotelor de hârtie cu valori nominale de 100 de ruble, firul de securitate a fost înlăturat.
Bancnotele modificate în 2011 au fost retrase din circulație în timpul reformei monetare din 2016.
| Seria din anul 2011                       | Seria din anul 2011 | Seria din anul 2011      | Seria din anul 2011 | Seria din anul 2011 | Seria din anul 2011                             | Seria din anul 2011                                                          | Seria din anul 2011 | Seria din anul 2011 |
| Imagine                                   | Imagine             | Valoare nominală (ruble) | Dimensiuni (mm)     | Principal culoare   | Descriere                                       | Descriere                                                                    | Data                | Data                |
| Partea din față                           | Partea din spate    | Valoare nominală (ruble) | Dimensiuni (mm)     | Principal culoare   | Partea din față                                 | Partea din spate                                                             | administrare        | retragere           |
| ----------------------------------------- | ------------------- | ------------------------ | ------------------- | ------------------- | ----------------------------------------------- | ---------------------------------------------------------------------------- | ------------------- | ------------------- |
|                                           |                     | 100 ruble                | 150×69              | verde               | Teatrul de Operă și Balet din Republica Belarus | scena din baletul («Aleasa»)                                                 | 5 septembrie 2011   | 1 ianuarie 2017     |
|                                           |                     | 500 ruble                | 150×74              | maro                | Palatul Culturii Sindicatelor în Minsk          | sculpturi fortificate pe frontonul clădirii                                  | 15 martie 2011      | 1 ianuarie 2017     |
|                                           |                     | 1000 ruble               | 150×74              | albastru            | Muzeul Național de Artă al Republicii Belarus   | fragment al imaginii lui Ivan Khrutsky «Portretul soției cu flori și fructe» | 15 martie 2011      | 1 ianuarie 2017     |
|                                           |                     | 5000 ruble               | 150×74              | violet              | Palatul Sportului în Minsk                      | Centrul de sport «Raubichi»                                                  | 25 iulie 2011       | 1 ianuarie 2017     |
|                                           |                     | 10 000 ruble             | 150×74              | roz                 | panorama Vitebska                               | Amfiteatru de vară în Vitebsk                                                | 15 martie 2011      | 1 ianuarie 2017     |
|                                           |                     | 20 000 ruble             | 150×74              | oliv                | Palatul lui Rumyantsevs - Paskevichi în Gomel   | Palatul Gomel în secolul al XIX-lea. pe imaginea lui A. Idzikovchi           | 15 martie 2011      | 1 ianuarie 2017     |
| Scara de imagine 1,0 pixeli pe milimetru. |                     |                          |                     |                     |                                                 |                                                                              |                     |                     |

### Bancnotele anului 2009
În 2016, bancnotele au fost introduse în cupuri cu valori nominale de 5, 10, 20, 50, 100, 200 și 500 de ruble. La 4 noiembrie 2015, Banca Națională a Republicii Belarus a anunțat că bancnotele care au fost utilizate în acel moment vor fi înlocuite cu cele noi datorită denominării ulterioare.  Redenominarea se va face într-un raport de 1:10.000 (10.000 de ruble din seria 2000 = 1 ruble din seria 2009). Această reformă a monedei a adus, de asemenea, introducerea monedelor metalice, pentru prima dată în Republica Belarus 
| 2009 Series     | 2009 Series      | 2009 Series | 2009 Series | 2009 Series         | 2009 Series                                            | 2009 Series                                        | 2009 Series | 2009 Series  | 2009 Series | 2009 Series |
| Imagine         | Imagine          | Valoare     | Dimensiune  | Culoarea principală | Descriere                                              | Descriere                                          | Data de     | Data de      | Data de     | Data de     |
| Partea din față | Partea din spate | Valoare     | Dimensiune  | Culoarea principală | Partea din față                                        | Partea din spate                                   | tipărire    | ediție       | retragere   | interval    |
| --------------- | ---------------- | ----------- | ----------- | ------------------- | ------------------------------------------------------ | -------------------------------------------------- | ----------- | ------------ | ----------- | ----------- |
|                 |                  | 5 ruble     | 135 × 72 mm | Portocaliu          | Belaya Vezha în Kamyanyets                             | colaj pe tema primelor așezări slave               | 2009        | 1 iulie 2016 | Actual      | Actual      |
|                 |                  | 10 ruble    | 139 × 72 mm | Albastru deschis    | Biserica de transfigurare din Polatsk                  | colaj pe tema iluminării și tipăririi              | 2009        | 1 iulie 2016 | Actual      | Actual      |
|                 |                  | 20 ruble    | 143 × 72 mm | Galben              | Rezidență Rumyantsev-Paskevich în Homyel               | colaj pe tema spiritualității                      | 2009        | 1 iulie 2016 | Actual      | Actual      |
|                 |                  | 50 ruble    | 147 × 72 mm | Verde               | Complexul Castelului Mir în Mir                        | colaj pe tema artei                                | 2009        | 1 iulie 2016 | Actual      | Actual      |
|                 |                  | 100 ruble   | 151 × 72 mm | Turcoaz             | Castelul Niasviž în Nesvizh                            | colaj pe tema teatrului și a sărbătorilor populare | 2009        | 1 iulie 2016 | Actual      | Actual      |
|                 |                  | 200 ruble   | 155 × 72 mm | Violet              | Muzeul Regional de Artă din Mahilyow                   | colaj pe tema meșteșugurilor și urbanismului       | 2009        | 1 iulie 2016 | Actual      | Actual      |
|                 |                  | 500 ruble   | 159 × 72 mm | Roz și albastru     | Clădirea Bibliotecii Naționale a Belarusului din Minsk | colaj pe tema literaturii                          | 2009        | 1 iulie 2016 | Actual      | Actual      |